# Großer Teufelssee
Der Große Teufelssee liegt im Naturschutzgebiet Teufelsmoor bei Horst nordöstlich des Ortsteils Horst der Gemeinde Sanitz im Landkreis Rostock. Der Großteil des Sees liegt auf dem Gemeindegebiet von Sanitz, lediglich die Ostspitze gehört zur Gemeinde Tessin. Der See ist von Mischwald umgeben. Südlich vom Großen Teufelssee liegen die kleineren Seen Kleiner Teufelssee mit 4,5 Hektar und der Horster See mit 4,0 Hektar. Der See hat eine Nord-Süd-Ausdehnung von etwa 320 Metern und eine West-Ost-Ausdehnung von etwa 700 Metern.